# Carolin Hingst
Carolin Tamara Hingst (Donauwörth, 18 settembre 1980) è un'astista tedesca.

## Palmarès
| Anno | Manifestazione   | Sede       | Evento           | Risultato      | Prestazione | Note                                     |
| ---- | ---------------- | ---------- | ---------------- | -------------- | ----------- | ---------------------------------------- |
| 2001 | Europei under 23 | Amsterdam  | Salto con l'asta | Bronzo         | 4,30 m      |                                          |
| 2001 | Mondiali         | Edmonton   | Salto con l'asta | 10ª            | 4,25 m      |                                          |
| 2002 | Europei          | Monaco     | Salto con l'asta | 13ª            | 4,30 m      |                                          |
| 2003 | Mondiali         | Parigi     | Salto con l'asta | 15ª            | 4,25 m      |                                          |
| 2004 | Mondiali indoor  | Budapest   | Salto con l'asta | 9ª             | 4,30 m      | Miglior prestazione personale stagionale |
| 2004 | Giochi olimpici  | Atene      | Salto con l'asta | 22ª            | 4,30 m      |                                          |
| 2005 | Europei indoor   | Madrid     | Salto con l'asta | 4ª             | 4,65 m      | Miglior prestazione personale            |
| 2005 | Mondiali         | Helsinki   | Salto con l'asta | 10ª            | 4,35 m      |                                          |
| 2007 | Europei indoor   | Birmingham | Salto con l'asta | 10ª            | 4,40 m      |                                          |
| 2007 | Mondiali         | Osaka      | Salto con l'asta | 16ª (q)        | 4,35 m      |                                          |
| 2008 | Giochi olimpici  | Pechino    | Salto con l'asta | 6ª             | 4,65 m      | Miglior prestazione personale stagionale |
| 2010 | Mondiali indoor  | Doha       | Salto con l'asta | Qualificazione | nm          |                                          |
| 2010 | Europei          | Barcellona | Salto con l'asta | 11ª            | 4,35 m      |                                          |
| 2013 | Mondiali         | Mosca      | Salto con l'asta | 17ª (q)        | 4,45        |                                          |
| 2014 | Europei          | Zurigo     | Salto con l'asta | 10ª            | 4,35 m      |                                          |
| 2018 | Europei          | Berlino    | Salto con l'asta | 9ª             | 4,30 m      |                                          |